# Xã Columbia, Quận Van Buren, Michigan
Xã Columbia (tiếng Anh: Columbia Township) là một xã thuộc quận Van Buren, tiểu bang Michigan, Hoa Kỳ. Năm 2010, dân số của xã này là 2.588 người.